# Ruồi giấm
Ruồi giấm (Danh pháp khoa học: Drosophilidae) là một phức hợp họ ruồi bao gồm cả các loài ruồi trái cây. Đây là một họ ruồi được sử dụng trong các nghiên cứu khoa học, đặc biệt là về sinh học, nhất là loài ruồi giấm thường (Drosophila melanogaster) trong chi Drosophila. Ruồi giấm được sử dụng để thí nghiệm và minh họa cho đột biến sinh học ở dạng đột biến nhiễm sắc thể.

## Tập tính
Ruồi giấm rất ít ký sinh ở cơ thể người, ngoại lệ ở vài một số trường hợp hiếm gặp. Lúc sợ hãi hay trong tình trạng khẩn cấp, phản ứng của ruồi giấm là nhanh bất thường. Chúng sẽ liệng cánh, nghiêng mình và xoay tròn trên không. Ruồi giấm chứa bộ "cảm biến" đặc biệt giúp chúng tránh được các chướng ngại vật trên đường bay. Vận tốc đập cánh của ruồi giấm thường là khoảng 200 lần/giây. Tuy nhiên, khi bị đe dọa, chúng có thể tăng tốc và liệng chuyển hướng bay chỉ trong 1/100 giây, nhanh gấp 50 lần so với một chớp mắt của con người.
Loại ruồi giấm có tên khoa học là Drosophila hydei với kích thước bằng hạt vừng nhưng có hệ thống thị giác phi thường giúp chúng tồn tại trong một thế giới nhiều kẻ thù. Não của ruồi giấm cấu tạo hết sức tinh vi, giúp chúng có thể nhanh chóng xác định mối nguy hiểm và tìm đường thoát thân. Dù não bộ của loài ruồi giấm chỉ bé bằng một hạt muối nhưng đây lại là một cỗ máy hoạt động phức tạp tương tự não của các loài động vật lớn như chuột.
Ruồi giấm có suy nghĩ khi hành động, chúng mất nhiều thời gian hơn với các quyết định khó khăn. Ruồi giấm không hoạt động một cách bản năng hoặc bốc đồng. Gene FoxP, một loại gen hoạt động ở một nhóm nhỏ khoảng 200 nơron thần kinh, có tác động vào quá trình đưa ra quyết định trong não ruồi giấm. Ruồi giấm có các đột biến trong gene FoxP mất nhiều thời gian để đưa ra quyết định hơn so với những con ruồi giấm thông thường khi khó phân biệt mùi vị.

## Sinh vật mô hình
Bắt đầu từ Charles W. Woodworth, loài này là một sinh vật mô hình được dùng phổ biến tại nghiên cứu sinh học gen, sinh lý học, sinh bệnh học vi khuẩn và tiến hóa lịch sử sự sống. Ruồi giấm hay được sử dụng bởi vì nó là một loài là dễ dàng để chăm sóc, sinh sản một cách nhanh chóng, và đẻ trứng nhiều.
Theo những thí nghiệm trên ruồi giấm về đột biến sinh học thì ruồi giấm mất một đoạn nhỏ trong đột biến nhiễm sắc thể theo hình thức mất đoạn không làm giảm sức sống kể cả thể đồng hợp, nếu đột biến theo hình thức thêm đoạn lặp đoạn 16A hai lần trên NST X là cho mắt hình cầu thành mắt dẹt. Nếu đột biến theo hình thức đảo đoạn, ruồi giấm có 12 đảo đoạn trên NST số 3 thích nghi với nhiệt độ khác nhau của môi trường.
Ngoài ra, người ta cũng sử kỹ năng cảm nhận mùi của ruồi giấm để phân biệt (tìm ra) các loại tế bào ung thư so với tế bào bình thường và có khả năng phân loại các tế bào ung thư khác nhau, tận dụng khứu giác của loài ruồi giấm Drosophilae biến đổi gen để phân biệt các loại tế bào. Râu của ruồi sẽ cảm thụ mùi kế tiếp là chuỗi phản ứng đối với tế bào thần kinh rồi dưới kính hiển vi sẽ cho ra hình ảnh kỹ thuật huỳnh quang để phân biệt tế bào lành hoặc bệnh.

## Lợi hại kinh tế
Ruồi giấm thường được coi là loài gây phiền toái hơn là loài gây hại vì hầu hết các loài sinh nở trong vật liệu mục nát. Các trường hợp ngoại lệ là Zaprionus Indianus, sống nhờ quả sung ở Brazil,  và Drosophila Suzukii, loài sống từ những trái cây vỏ mỏng như mâm xôi như quả mâm xôi đỏ và anh đào. 
Người ta thường cho rằng ruồi giấm lây lan vi khuẩn axit và theo cách này làm xáo trộn quá trình lên men rượu bằng cách kích thích lên men axit axetic.

## Phân loài
- Phân họ Drosophilinae Rondani, 1856:
  - Bộ Colocasiomyini Okada, 1989:
    - Chi Baeodrosophila Wheeler & Takada, 1964
    - Chi Balara Bock, 1982
    - Chi Chymomyza Czerny, 1903
    - Chi Colocasiomyia de Meijere, 1914
    - Chi Lissocephala Malloch, 1929
    - Chi Neotanygastrella Duda, 1925
    - Chi Phorticella Duda, 1924
    - Chi Scaptodrosophila Duda, 1923
    - Chi Protochymomyza Grimaldi, 1987

  - Bộ Drosophilini Okada, 1989:
    - Chi Arengomyia Yafuso & Toda, 2008
    - Chi Bialba Bock, 1989
    - Chi Calodrosophila Wheeler & Takada, 1964
    - Chi Celidosoma Hardy, 1965
    - Chi Collessia Bock, 1982
    - Chi Dettopsomyia Lamb, 1914
    - Chi Dichaetophora Duda, 1940
    - Chi Dicladochaeta Malloch, 1932
    - Chi Drosophila Fallén, 1823
    - Chi Hirtodrosophila Duda, 1923
    - Chi Hypselothyrea Okada, 1956
    - Chi Idiomyia Grimshaw, 1901 (Hawaiian Drosophila)
    - Chi Jeannelopsis Séguy, 1938
    - Chi Laccodrosophila Duda, 1927
    - Chi Liodrosophila Duda, 1922
    - Chi Lordiphosa Basden, 1961
    - Chi Microdrosophila Malloch, 1921
    - Chi Miomyia Grimaldi, 1987
    - Chi Mulgravea Bock, 1982
    - Chi Mycodrosophila Oldenberg, 1914
    - Chi Palmomyia Grimaldi, 2003
    - Chi Paraliodrosophila Duda, 1925
    - Chi Paramycodrosophila Duda, 1924
    - Chi Poliocephala Bock, 1989
    - Chi Samoaia Malloch, 1934
    - Chi Scaptomyza Hardy, 1849
    - Chi Sphaerogastrella Duda, 1922
    - Chi Styloptera Duda, 1924
    - Chi Tambourella Wheeler, 1957
    - Chi Zaprionus Coquillett, 1902
    - Chi Zaropunis Tsacas, 1990
    - Chi Zapriothrica Wheeler, 1956
    - Chi Zygothrica Wiedemann, 1830

  - Incertae sedis:
    - Chi Marquesia Malloch, 1932
- Phân họ Steganinae Hendel, 1917:
  - Bộ Gitonini Grimaldi, 1990:
    - Chi Allopygaea Tsacas, 2000
    - Chi Acletoxenus Frauenfeld, 1868
    - Chi Amiota Loew, 1862
    - Chi Apenthecia Tsacas, 1983
    - Chi Apsiphortica Okada, 1971
    - Chi Cacoxenus Loew, 1858
    - Chi Crincosia Bock, 1982
    - Chi Electrophortica Hennig, 1965
    - Chi Erima Kertész, 1899
    - Chi Gitona Meigen, 1830
    - Chi Hyalistata Wheeler, 1960
    - Chi Luzonimyia Malloch, 1926
    - Chi Mayagueza Wheeler, 1960
    - Chi Paracacoxenus Hardy & Wheeler, 1960
    - Chi Paraleucophenga Hendel, 1914
    - Chi Paraphortica Duda, 1934
    - Chi Phortica Schiner, 1862
    - Chi Pseudiastata Coquillett, 1901
    - Chi Pseudocacoxenus Duda, 1925
    - Chi Rhinoleucophenga Hendel, 1917
    - Chi Soederbomia Hendel, 1938
    - Chi Trachyleucophenga Hendel, 1917

  - Bộ Steganini Okada, 1989:
    - Chi Eostegana Hendel, 1913
    - Chi Leucophenga Mik, 1866
    - Chi Pararhinoleucophenga Duda, 1924
    - Chi Parastegana Okada, 1971
    - Chi Pseudostegana Okada, 1978
    - Chi Stegana Meigen, 1830

  - Incertae sedis:
    - Chi Neorhinoleucophenga Duda, 1924
    - Chi Pyrgometopa Kertész, 1901

## Hình

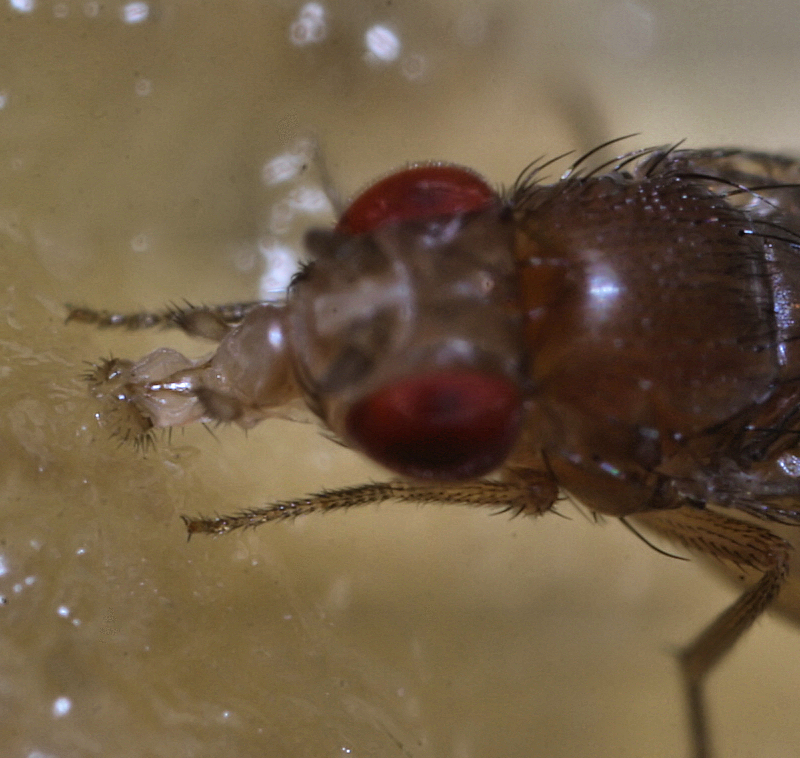
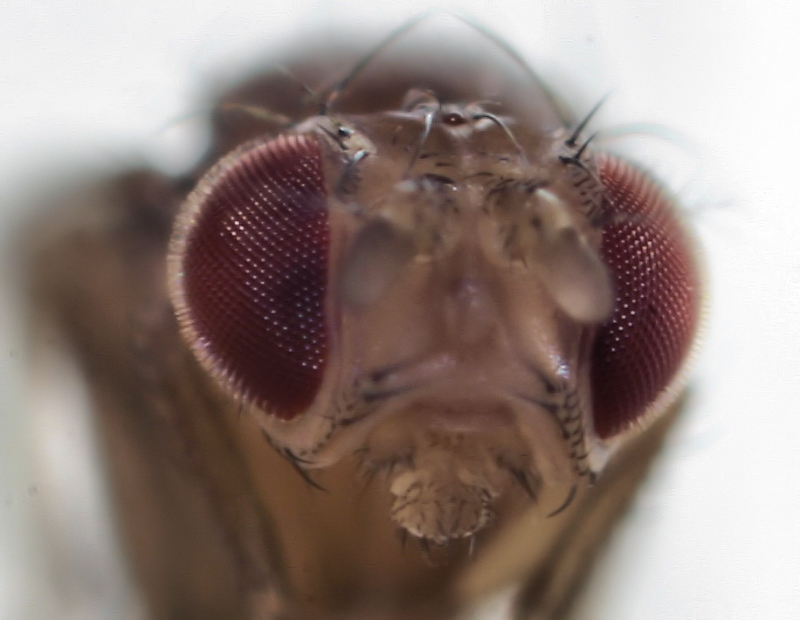
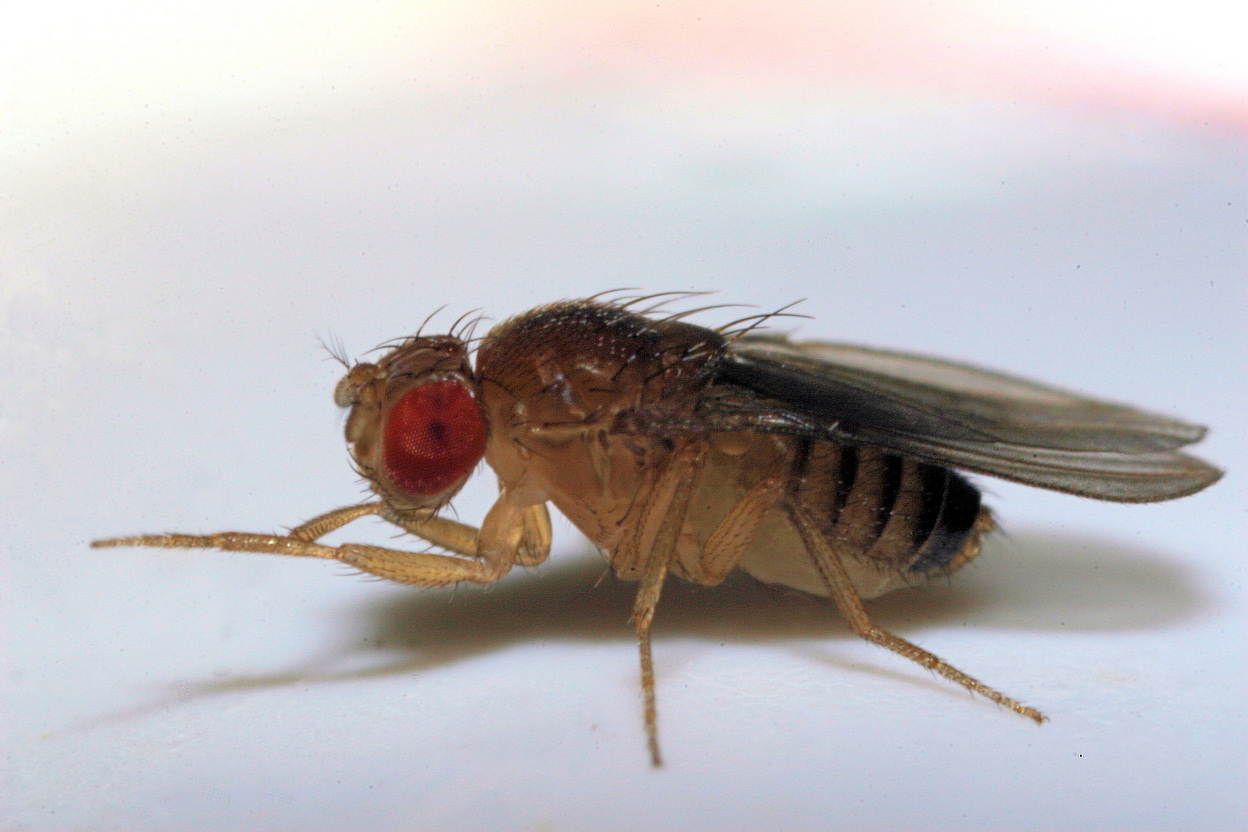
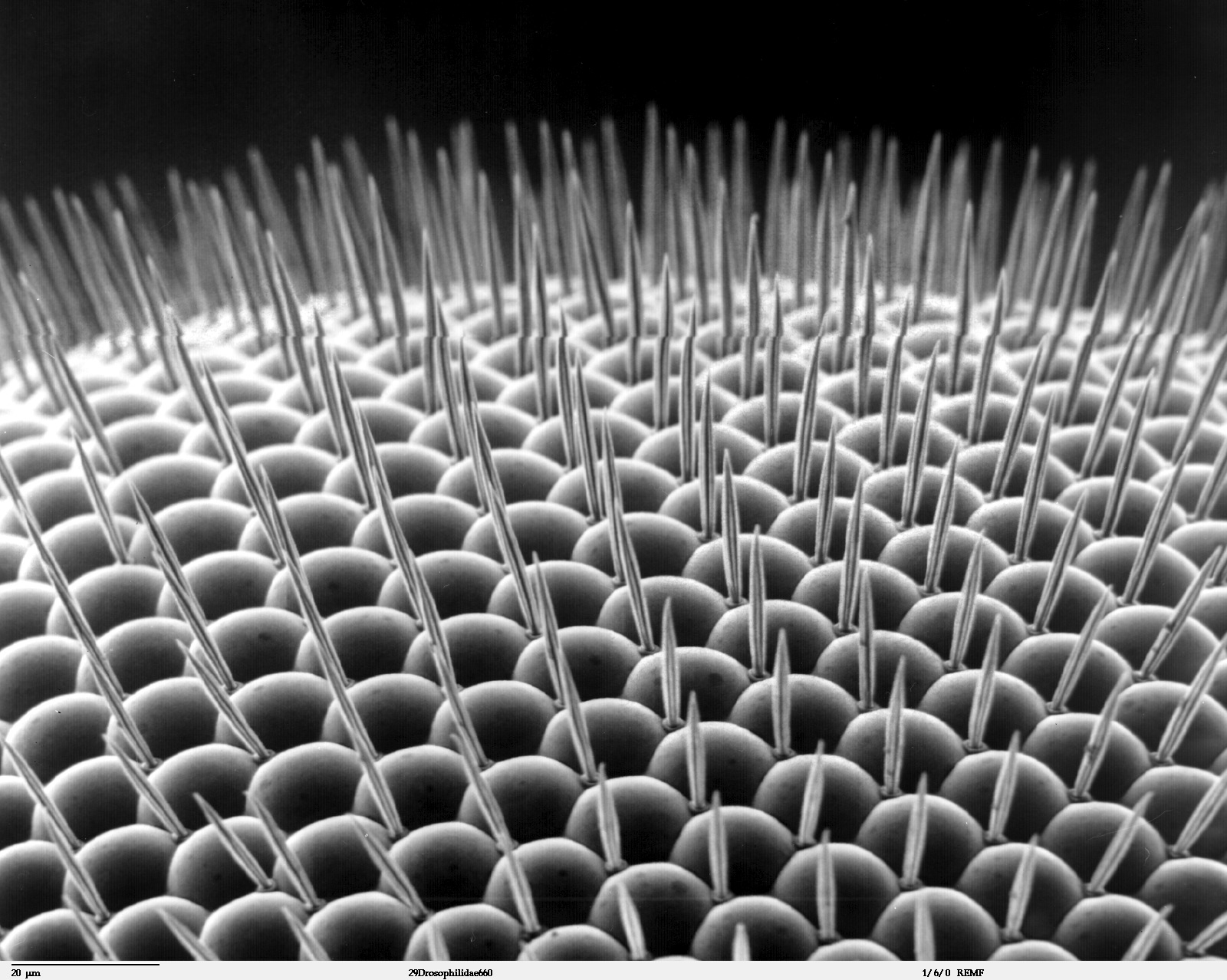